# Topobates multiplisetus
Topobates multiplisetus är en kvalsterart som först beskrevs av Sandór Mahunka 1977.  Topobates multiplisetus ingår i släktet Topobates och familjen Scheloribatidae. Inga underarter finns listade i Catalogue of Life.